# 覆面ダルホ
『覆面ダルホ』（ふくめんダルホ、ハングル：복면달호）は、2007年公開の韓国映画。1997年に公開された日本映画『シャ乱Qの演歌の花道』（滝田洋二郎監督、斉藤ひろし原作・脚本、つんく主演）のリメイク版。

## 概要
地方のナイトクラブで歌っていたメジャーデビューを目指すロックボーカリストのポン・ダルホ（チャ・テヒョン）。彼の才能に気づいた「大声企画」のチャン社長（イム・チェム）は、歌手デビューさせると誘いダルホと契約を結ぶ。しかし、それはトロット（韓国演歌）歌手としてデビューさせるという契約だった。ダルホのトロット（韓国演歌）歌手としての厳しいトレーニングが始まる。
韓国コメディアンのイ・ギョンギュが日本に留学していたときに、『シャ乱Qの演歌の花道』を見て映画の制作を決めたという。

## スタッフ
- 監督：キム・サンチャン、キム・ヒョンス
- 原作：斉藤ひろし（原作・脚本）『シャ乱Qの演歌の花道』
- 脚本：ソン・スンヨン、キム・サンチャン、ユン・スニョン
- 撮影：ユン・ホンシク
- 照明：チェ・ソクチェ
- 音楽：チュ・ヨンフン

## キャスト
- ポン・ダルホ／ポンピル：チャ・テヒョン（『僕の、世界の中心は、君だ。』、『猟奇的な彼女』）
- チャン社長：イム・チェム（『スマイル・アゲイン』、『神様、お願い』）
- チャ・ソヨン（女性歌手）：イ・ソヨン（『春のワルツ』、『スキャンダル』）
- ナ・テソン（トロット歌手）：イ・ビョンジュン